# Wende (Einheit)
Die Wende war eine Bezeichnung für ein Flächenmaß für Land- und Waldflächen in Nordwestdeutschland. Allgemein galt:
- 1 Wende = ½ Morgen
- 1 Wende = 60 Quadratruten

Im Königreich und Provinz Hannover war das Maß regionenabhängig und so war in der Landdrostei Stade für die einzelnen Ämter das Maß: 
- Hadeln und Hechthausen
  - 1 Wende = 1 ½ Hannoveraner Morgen = 0,39315 Hektar
  - Rückschluss 1 Hektar = 2,5435 Wende
- Kedigen, Amt Neuhaus an der Oste, Bremervörde, Himmelpforten und Hagen
  - 1 Wende =  2 Hannoveraner Morgen = 0,52420 Hektar
  - Rückschluss 1 Hektar = 1,9077 Wende
- Amt Osten 1 Wende = 2 ⅔ Hannoveraner Morgen 
  - 1 Wende =  2 ⅔ Hannoveraner Morgen = 0,69894 Hektar
  - Rückschluss 1 Hektar = 1,4308 Wende